# Nobody Runs Forever
Nobody runs forever (Brasil: Atentado ao Alto Comissário ) é um filme britânico, dos gêneros policial e aventura, de 1968, dirigido por Ralph Thomas, roteirizado por Wilfred Greatorex, baseado no livro The High Commissioner, de Jon Cleary, com trilha sonora de Georges Delerue.

## Sinopse
Policial australiano, é enviado a Inglaterra, com a missão de prender um suspeito, pelo assassinato de sua primeira esposa, um Alto Comissário, em um tenso momento de negociações diplomáticas.

## Elenco
- Rod Taylor....... cobie Malone
- Christopher Plummer....... Sir James Quentin
- Lilli Palmer....... Sheila Quentin
- Camilla Sparv....... Lisa Pretorius
- Daliah Lavi....... Maria Cholon
- Clive Revill....... Joseph
- Lee Montague....... Donzil
- Calvin Lockhart....... Jamaica
- Derren Nesbitt....... Pallain